# Augen-Eulenspinner
Der Augen-Eulenspinner (Tethea ocularis) ist ein Schmetterling aus der Familie der Eulenspinner und Sichelflügler (Drepanidae).

## Merkmale
Die Falter erreichen eine Flügelspannweite von 32 bis 38 Millimetern. Sie haben graubraune oder grauschwarze Vorderflügel, die in der Mitte eine breite helle Querbinde aufweisen. Diese wird an beiden Seiten durch zwei schwarze dünne Querbinden eingefasst. In der hellen Querbinde finden sich am Rand ein runder und ein einer „8“ ähnlich sehender heller Fleck mit dunklem Kern. 
Die Raupen werden ca. 40 Millimeter lang. Sie sind im Alter weißlich-grün und haben einen braunen Kopf, der abgeflacht ist. Sie haben eine sehr schwache dunkle Zeichnung und am ersten Segment an der Seite einen schwarzen Punkt. Die jungen Raupen haben eine deutlichere dunkle Zeichnung.

### Ähnliche Arten
- Pappel-Eulenspinner (Tethea or)

## Vorkommen
Sie kommen in Süd- und Mitteleuropa östlich bis Japan in warmen und feuchten Laubwäldern mit Pappelbeständen, besonders in Auwäldern, Strom und Flusstälern aber auch in Parks vor. Sie fehlen im Norden von Skandinavien und Großbritannien. Die Art ist in ökologischer Sicht recht empfindlich und stellt hohe Ansprüche an die Biozönose. Daher ist ihr Vorkommen recht lokal und auf artenreiche Biozönosen mit wenig intensiven Bewirtschaftungsformen reduziert.

## Lebensweise
Die Tiere sind nachtaktiv und lassen sich erst nach Mitternacht leicht durch künstliches Licht locken.

### Flug- und Raupenzeiten
Die Falter fliegen in zwei Generationen von Anfang Mai bis Anfang Juli und von Mitte Juli bis Mitte August. Die Raupen aus den Eiern  der ersten Generation findet man von August bis September, die der zweiten von Juli bis September des nächsten Jahres.

### Nahrung der Raupen
Die Raupen ernähren sich von den Blättern der Zitterpappel (Populus tremula) und anderen Pappelarten (Populus).

## Entwicklung
Die Weibchen legen ihre Eier in kleinen Gruppen auf Blätter. Sie bedecken sie und die umgebende Oberfläche des Blattes mit Schuppen. Die nachtaktiven Raupen verstecken sich am Tag zwischen zwei miteinander versponnenen Blättern. Sie verpuppen sich am Boden zwischen trockenem Laub in einem lockeren Gespinst und schlüpfen erst nach dem Winter.

## Galerie

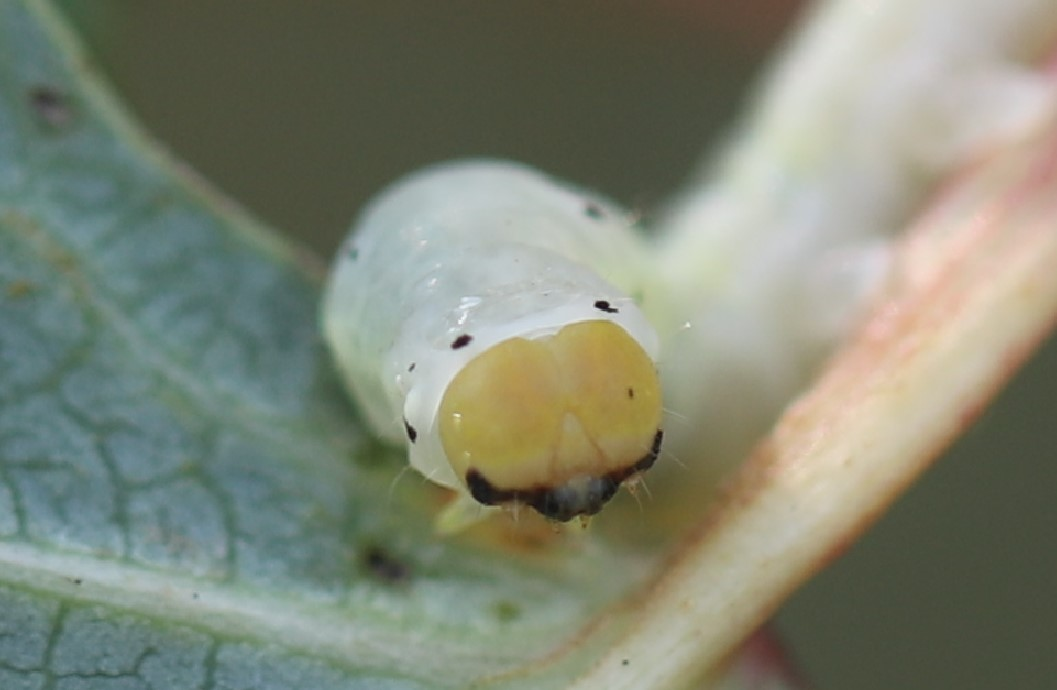
Raupe
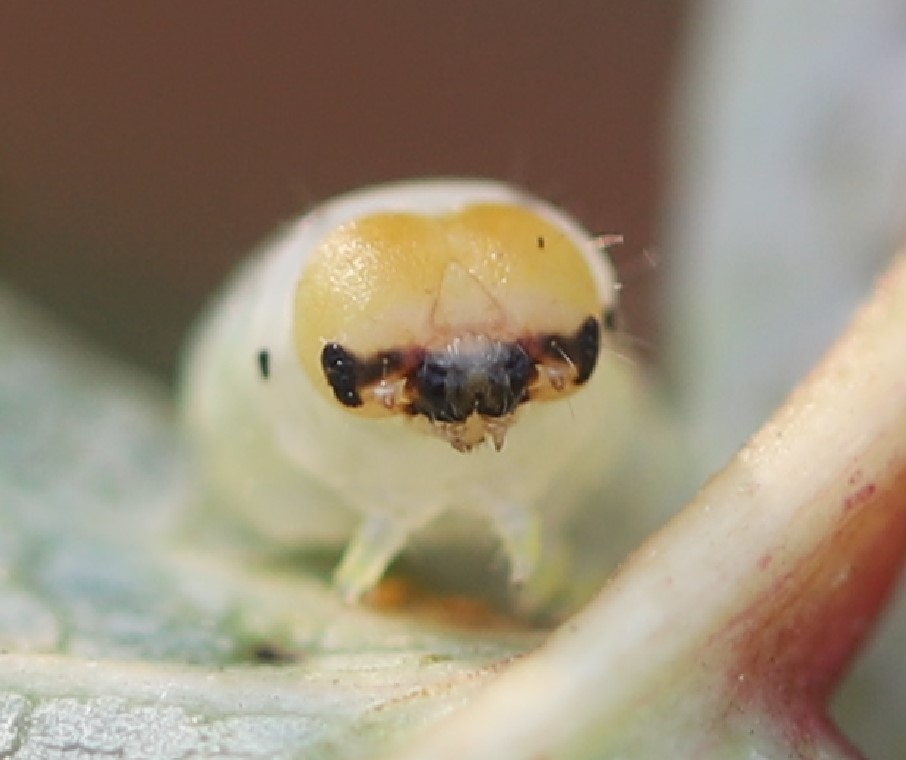
Raupe
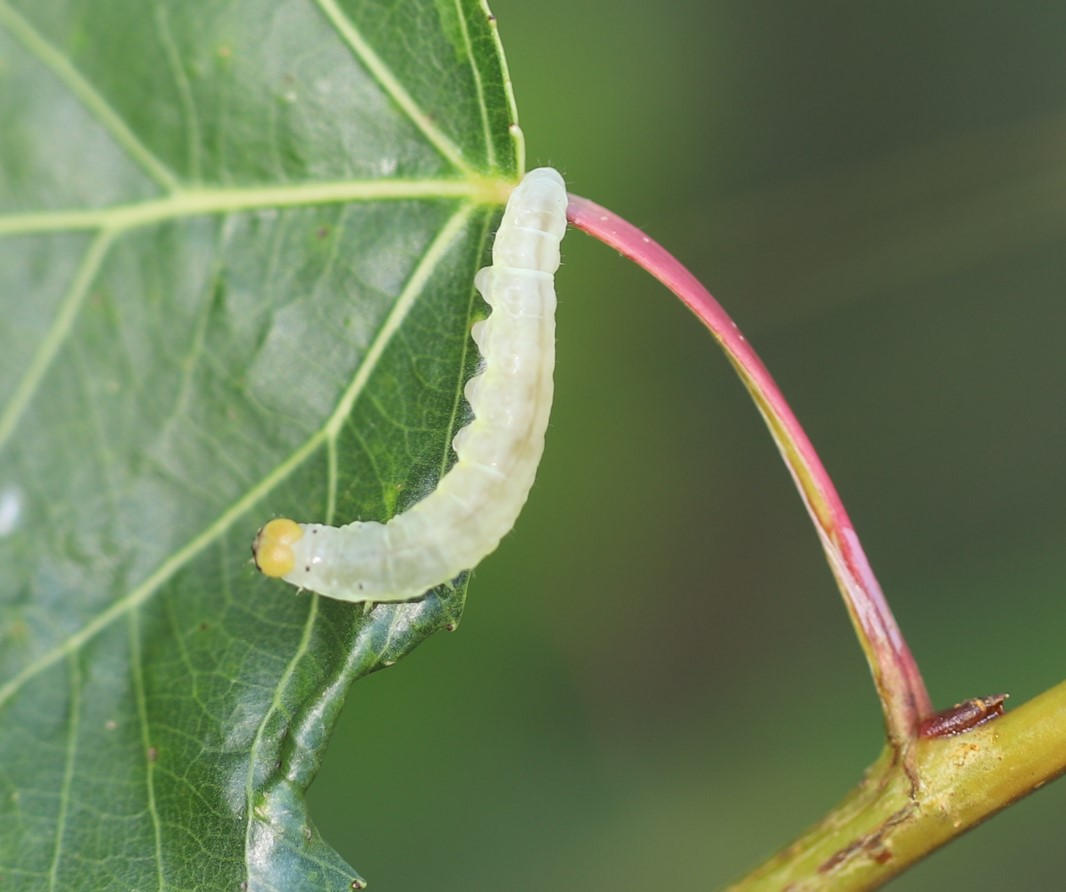
Raupe
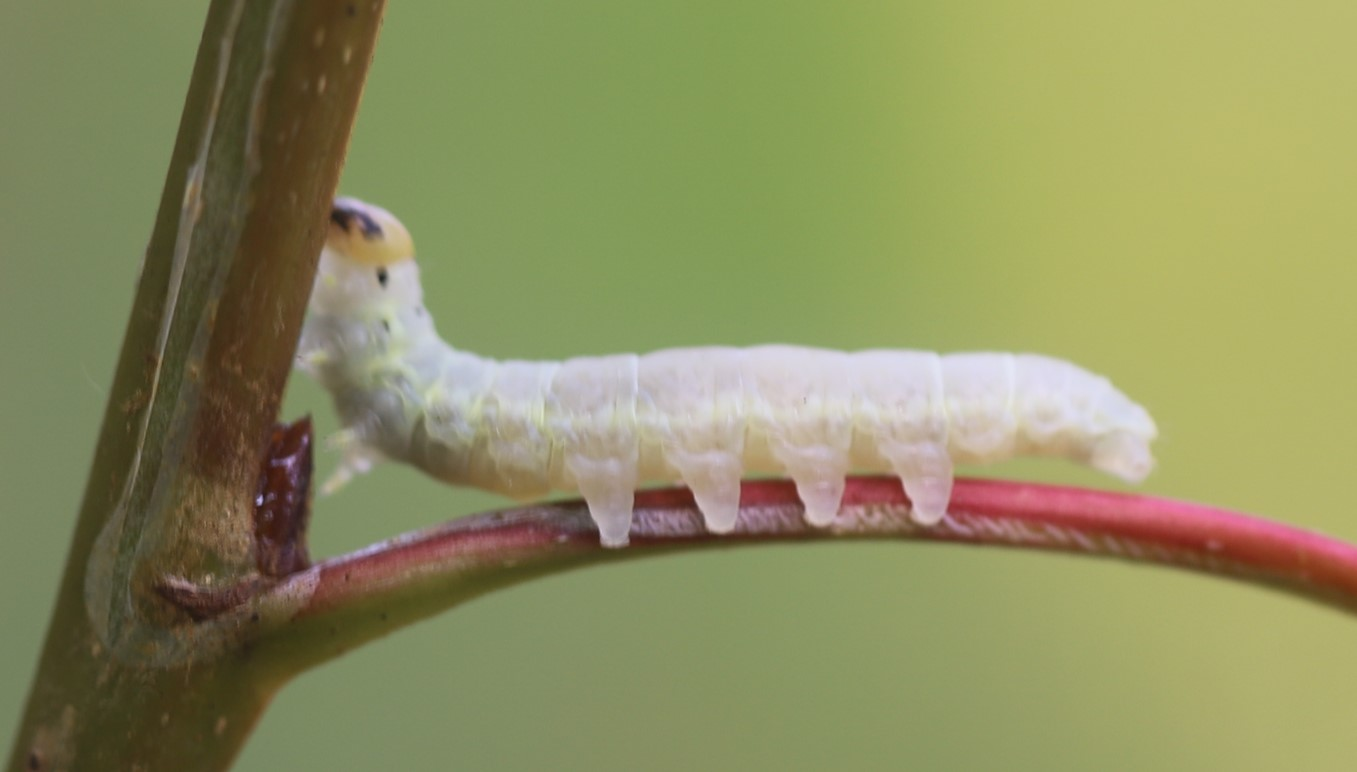
Raupe
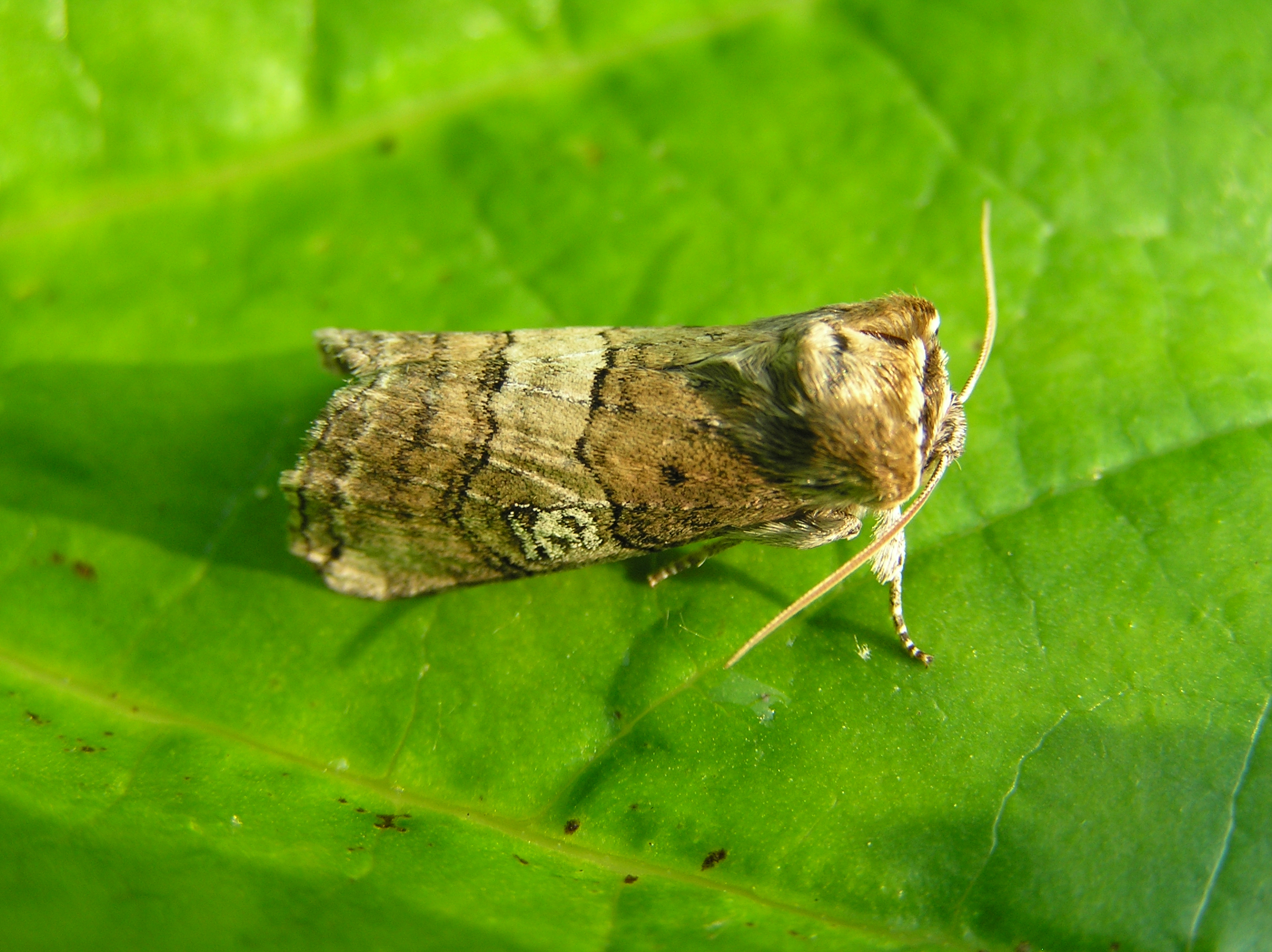
Imago in Sitzhaltung